# جيون سومين
جيون سومين مغنية كورية جنوبية وعضوة في الفرقة المختلطة كارد، ولدت 22 أغسطس 1996 في سول.

## التعليم
- مدرسة سيول للإذاعة الثانوية
- جامعة سيوكيونغ

## المهنة

### البدايات

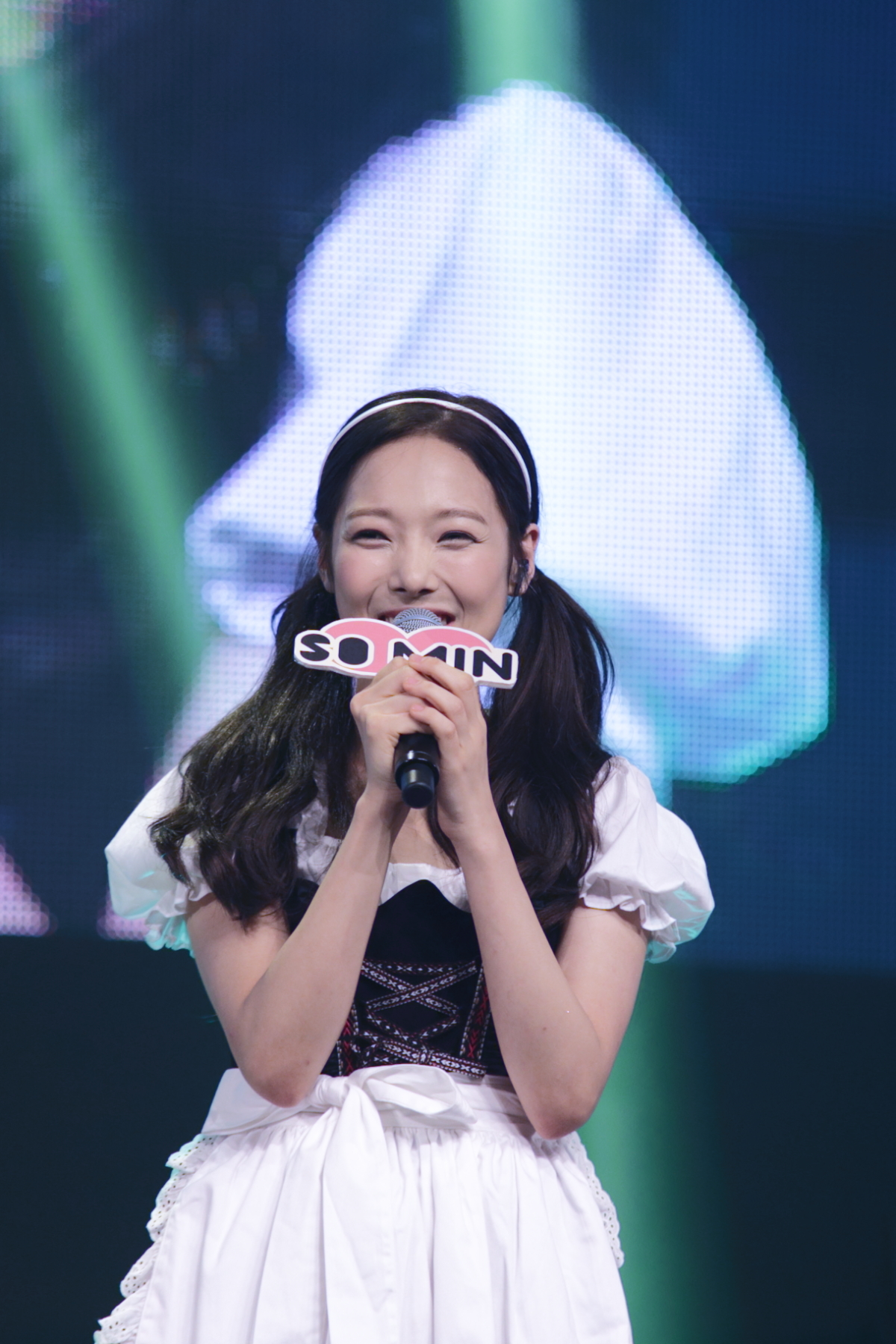
جيون سومين عام 2015

في أغسطس 2012، أصبحت جيون عضوة بفرقة الفتيات Puretty في اليابان ولكن الفرقة أنفصلت في 2014، في نفس السنة شاركت جيون في برنامج Kara Project لتصبح عضوة في كارا ولكن تم إقصاؤها من البرنامج لاحقًا، في أغسطس 2015، ظهرت كعضوة في فرقة أبريل تحت وكالة دي إس بي ميديا، ولكنها قررت ان تترك الفرقة في نوفمبر 2015،

### 2016 - حتى الآن

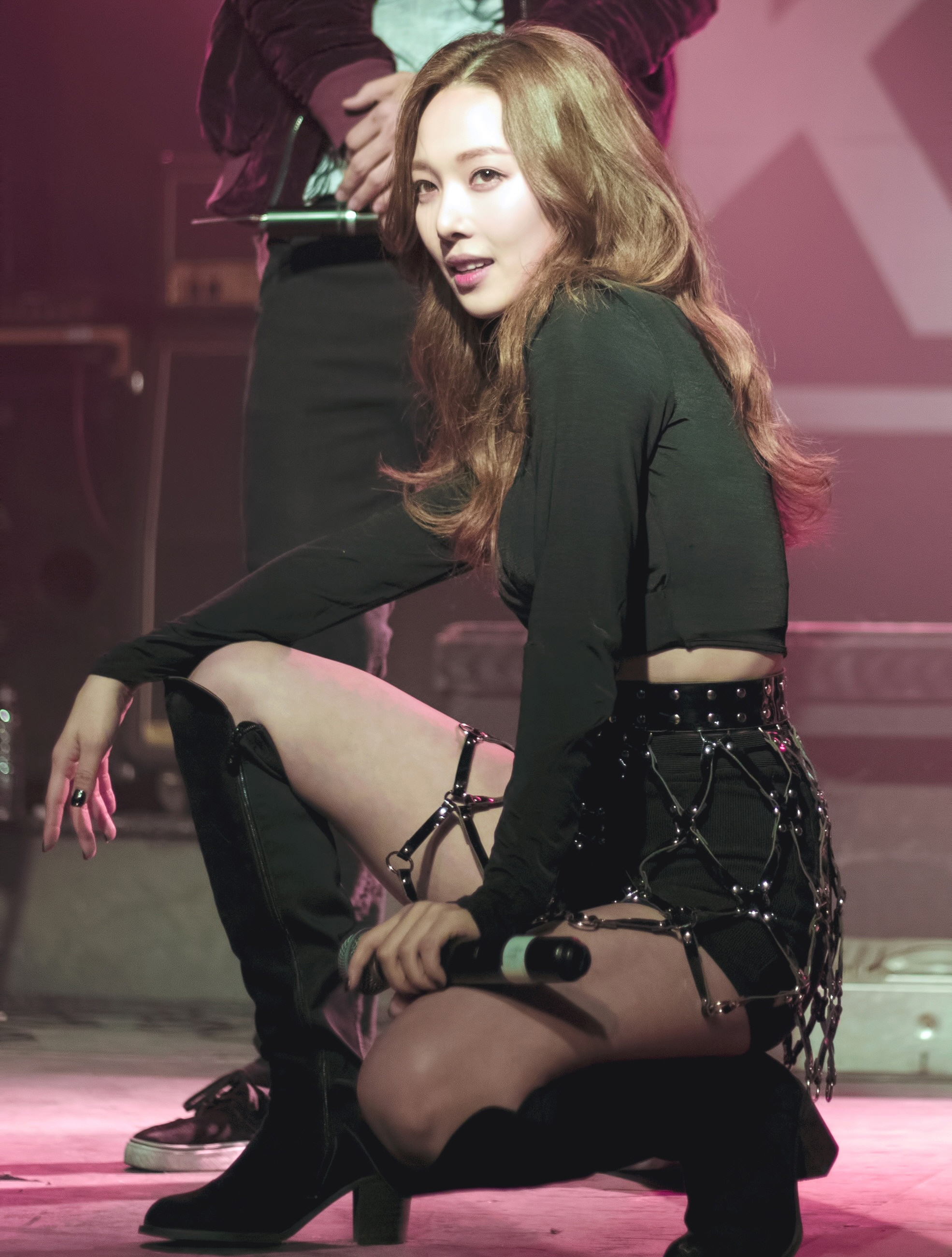
جيون سومين عام 2016

عام 2016، أكدت وكالة دي إس بي ميديا انها تخطط لتشكيل فرقة تتكون من أعضاء مختلطة ولاحقًا تم الكشف عن أعضاء الفرقة واسم الفرقة وتأكيد ان سومين عضوة بالفرقة، ظهرت الفرقة لأول في 13 ديسمبر 2016.

## روابط خارجية
- جيون سومين على موقع IMDb (الإنجليزية)
- جيون سومين على موقع ميوزك برينز (الإنجليزية)
- جيون سومين على موقع ديسكوغز (الإنجليزية)
- جيون سومين على موقع قاعدة بيانات الفيلم (الإنجليزية)